# Эрстроф
Эрстроф (фр. Erstroff) — коммуна на северо-востоке Франции, регион Гранд-Эст (бывший Эльзас — Шампань — Арденны — Лотарингия), департамент Мозель. Относится к кантону Гротенкен.

## Географическое положение
Эрстроф расположен в 330 км к востоку от Парижа, в 50 км к востоку от Меца и 20 км к югу от Фремен-Мерлебак.

## История
- Епископальный феод в 1345 году, сеньоры Креанж, Сальм и Пюттеланж.

## Демография

Население Эрстроффа.

По переписи 2011 года в коммуне проживало 212 человек.

## Достопримечательности
- Путь римской дороги.
- Церковь святого Креста (1742).